# Rádiószerver
A rádiószerver egy olyan speciális szerver amely streamet küld a rá csatlakozó kliens gépekre.

## Típusok
Általában kétfajta rádiószervert Shoutcast és Icecast szervert használnak a rádiók.

## Feladata
A rádiószerverek feladata hogy adásfolyamot kezelnek napi 24 órában, illetve kombinált web és rádiószerver esetén a weblap megjelenítésért is felelnek. Léteznek olyan szerverek is melynek feladata, hogy streamot kezeljen a fent említett két folyamaton felül. A gép egy port segítségével csatlakozik a vezérlőszoftverhez például s shoutcast dsp plugin. Rádiószerverek továbbítanak hírt zenét riportot stb, és szolgálják ki hallgatóikat.

## Szerverrendszer
Ezek a szerverek régebbi gépek esetén szerverparkot, még újabb gépek esetén jó esetben elég egy gép is rá melyet a rendszergazda felügyel.

## Konfigurálás
A szerverek minden esetben felhasználónévvel és jelszóval vannak ellátva melyet a rendszer első telepítésekor adunk meg, vagy regisztráció után kapunk meg. Léteznek előrekonfigurált szerverek, melyeket általában a www.valami.fődomain.hu vagy hasonló cím alatt érünk el, és regisztráció után kapunk elérést az előre konfigurált adatokkal. Saját szerverünk esetén saját IP címünk illetve : után a portszám megadásával érünk el.

## Üzemeltetés
A szerver minden esetben egy adásvezérlő más néven Stream Audio Manager szoftverrel működtethető ilyen a winamp a SAM Broadcaster és a RadioBoss.
Az adás ún. puffereléssel jön a hallgatóhoz ami internet sebességtől függően maximum 1-szer történik meg kivéve ha a szerver lerobban, vagy túlterhelt.

## Kódolás és tömörítés
A legtöbb szerver csak a maximum 128 kbps (kilobytes/seconds) adatátviteli minőséget bírja, de lokális szervernél ez a internet sávszélesség függvényében változik.
A ma elérhető szerverek 98%-a mp3 formátumot használ.

## Adásszórás
A legutolsó lépés a hallgatás, vagyis amikor a "csomagok" megérkeznek a számítógépre, és megszólal a zene.